# کیوسو، آیچی
کیوسو، آیچی از شهرهای استان آیچی ژاپن است که جمعیت آن در ۱ ژانویه ۲۰۰۸ ۵۶٬۶۳۵نفر بوده‌است.